# Blade Ridge
Blade Ridge (sinngemäß übersetzt: Klingenkamm) ist ein felsiger und bis zu 575 m hoher Gebirgskamm am nordöstlichen Ende der Antarktischen Halbinsel. Er ist gekennzeichnet durch drei Gipfel und bildet die Nordwestwand des Depot-Gletschers am Kopfende der Hope Bay auf der Trinity-Halbinsel.
Entdeckt wurde er bei der Schwedischen Antarktisexpedition (1901–1903) unter der Leitung des Polarforschers Otto Nordenskjöld. Die deskriptive Benennung erfolgte durch den Falkland Islands Dependencies Survey nach einer Vermessung des Gebiets im Jahr 1945.